# نیروگاه تلمبه ذخیره‌ای
نیروگاه تلمبه ذخیره‌ای (به انگلیسی: Pumped-storage hydroelectricity به شکل مخفف PSH، یا pumped hydroelectric energy storage به شکل مخفف PHES) نوعی ذخیره انرژی به صورت هیدروالکتریسیته است که توسط سیستم‌های توان الکتریکی برای متعادل کردن بار مورد استفاده قرار می‌گیرد. در این روش انرژی پتانسیل گرانشی آب را، به وسیلهٔ پمپاژ آن از یک مخزن در ارتفاع پایین به مخزنی در ارتفاع بالاتر، ذخیره می‌کنند. به‌طور معمول کار پمپاژ آب را با استفاده از مازاد برق تولید شده، که از لحاظ اقتصادی به صرفه است، انجام می‌دهند. هنگامی که تقاضای برق زیاد است، آب ذخیره شده در مخزن بالا رها شده و با استفاده از توربین، انرژی الکتریکی تولید می‌شود. اگرچه در پروسه‌ای که گفته شد، مقدار برق مصرف‌شده و تولیدی نیروگاه تلمبه‌ای ذخیره‌ای تقریباً برابر است، ولی سامانه با فروش برق در زمان اوج مصرف به درآمد بیشتری دست می‌یابد.
نیروگاه تلمبه‌ای یا انرژی را از منابع متناوب (مانند خورشیدی و بادی) و دیگر تجدیدپذیرها دریافت می‌کند، یا برق اضافی منابع پایدار و دائمی (مانند حرارتی و هسته‌ای) را برای زمان‌های تقاضای بالاتر، دریافت کرده و ذخیره می‌کند. مخازن مورد استفاده در روش تلمبه‌ای-ذخیره‌ای، در مقایسه با سدهای هیدروالکتریکی معمولی که ظرفیت تولید مشابهی دارند، بسیار کوچک هستند و دوره‌های تولیدشان اغلب کمتر از نصف روز است.
نیروگاه تلمبه‌ای-ذخیره‌ای بیشترین ظرفیت را در میان تمامی روش‌های ذخیره انرژی شبکه فراهم می‌کند، و بنابر گزارش پایگاه داده ذخیره انرژی جهانی دپارتمان انرژی ایالات متحده در سال ۲۰۱۷, این روش در بیش از ۹۶٪ تأسیسات ذخیرهٔ انرژی فعال و شناخته شده سراسر جهان را در بر می‌گرفت که در مجموع ظرفیت نامی آن‌ها بیش از ۱۶۸ گیگاوات بوده‌است. مقدار بازده تبدیل انرژی رفت و برگشتی این نیروگاه‌ها ما بین ۷۰٪ الی ۸۰٪ و در منابعی ۸۷٪ عنوان شده‌است. ضعف اصلی نیروگاه‌های تلمبه‌ای-ذخیره‌ای ویژگی‌های مورد نیاز مکان ساخت آن‌هاست، که به ارتفاع جغرافیایی بالا و دسترسی به آب محتاج است؛ بنابراین احتمال دارد که سایت‌های مناسب در مناطق تپه ای یا کوهستانی باشند و به‌طور بالقوه در حوزه‌های مناطق طبیعی گردشگری هستند و به این خاطر مسائل اجتماعی و زیست‌محیطی در برابر آن‌ها وجود دارد. بسیاری از پروژه‌هایی که پیشنهاد شده‌اند، حداقل در ایالات متحده، می‌بایست مناطق حساس و توریستی را از بین ببرند. برخی پیشنهادها مبنی بر ایجاد این نوع نیروگاه‌ها در مناطق متروکه (brownfield) وجود دارند که مکان‌هایی مانند معدن‌های بلااستفاده را مناسب این کار می‌دانند.
در ایران نیروگاه تلمبه‌ای ذخیره‌ای سیاه‌بیشه با دو سد اولین نوع از این نیروگاه است.

## نحوه کارکرد

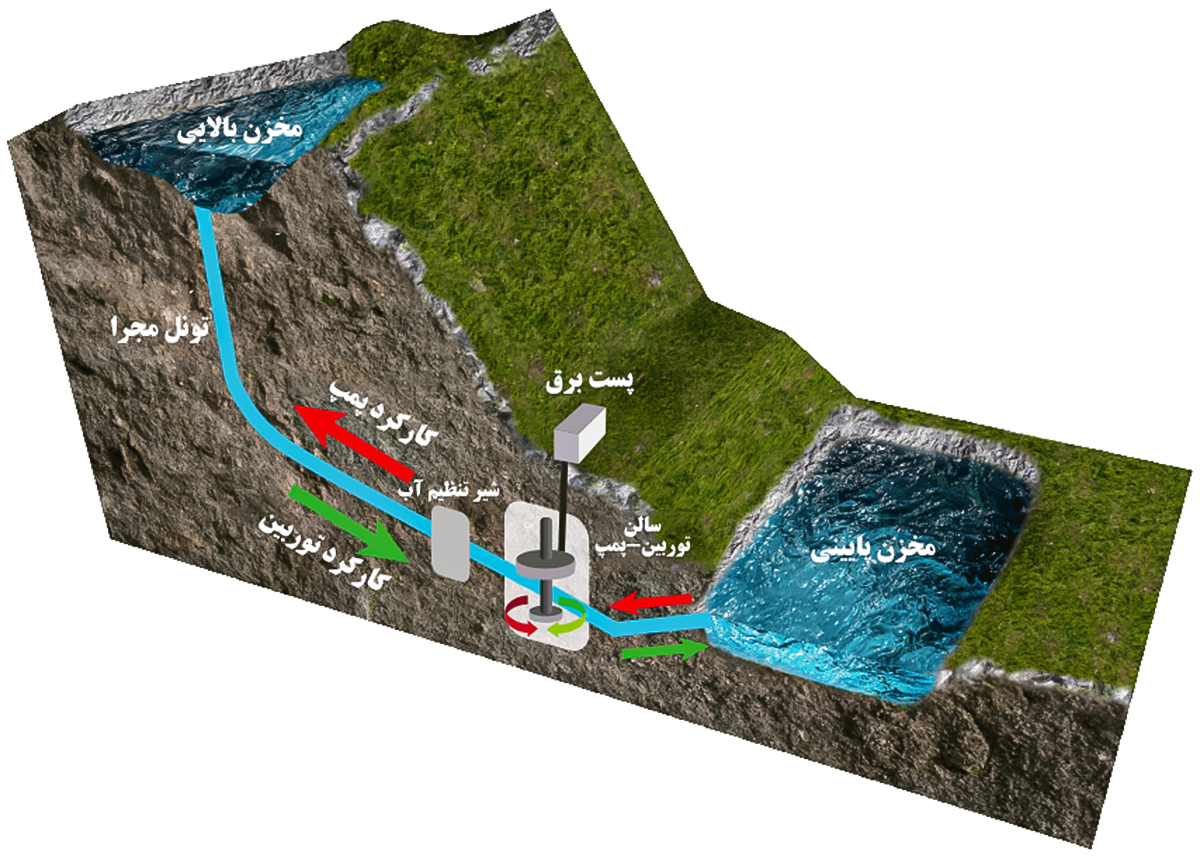
نحوه کارکرد نیروگاه تلمبه-ذخیره ای

ذخیره‌سازی انرژی به‌وسیله آب و نیروگاه تلمبه-ذخیره‌ای با کمک دو مخزن آبی که در ارتفاعات مختلفی تشکیل شده و به یکدیگر متصل هستند، صورت می گیرد. در ساعاتی که تقاضا برای مصرف برق پایین است، ظرفیت تولید برق اضافی در شبکه، برای استفاده در پمپاژ آب از مخزن پایینی به مخزن بالایی استفاده می‌شود. زمانی که تقاضای مصرف بالاتر از ظرفیت تولید است، آب از طریق یک تونل و توربین آبی به مخزن پایینی بازمی‌گردد و در نتیجه برق تولید می‌شود. نیروگاه‌های تلمبه-ذخیره‌ای معمولاً از مجموعه‌های توربین و ژنراتور با قابلیت کارکرد معکوس استفاده می‌کنند که می‌توانند هم به‌عنوان پمپ و هم به‌عنوان توربین ژنراتور عمل کنند اما ممکن است توربین و پمپ، دو تجهیز مستقل از هم نیز باشند. 
عملکرد با سرعت متغیر توربین و پمپ، بهینه‌سازی بیشتری در بازده رفت و برگشت انرژی در نیروگاه‌های ذخیره‌سازی آبی ایجاد می‌کند. در کاربردهای کوچک مقیاس ذخیره‌سازی آبی، می‌توان از گروهی از پمپ‌ها و توربین ها برای کارکرد پمپاژ و تولید برق استفاده کرد. 